# ディミトリ・コラファス
ディミトリ・コラファス（Dimitri Chorafas, 1916年10月23日 - 2004年3月2日）は、ギリシャ出身の指揮者。本名はディミトリス・コラファス（希: Δημήτρης Χωραφάς）。
アテネ出身。地元の音楽院でヴァイオリンを専攻し、1936年から1939年までパリ音楽院に留学してアンドレ・トゥーレの下でヴァイオリンの腕を磨いた。1940年に祖国に戻って母校のヴァイオリン講師となったが、1940年代末にはパリ音楽院に戻り、アンドレ・クリュイタンスとルイ・フレスティエに指揮法を学んで1951年にプルミエ・プリを取得した。以後、フランスやベルギーの主要都市の歌劇場やオーケストラを中心に客演活動を通して名声を高め、1974年から1980年まで祖国のアテネ国立歌劇場の芸術監督を歴任した。
ヴェルサイユにて没。